# Tô Quốc Trịnh
Tô Quốc Trịnh (sinh 1946) là một Thiếu tướng Quân đội nhân dân Việt Nam. Ông từng giữ chức vụ Phó Chánh Thanh tra Bộ Quốc phòng. Ông cũng là một đại biểu Quốc hội Việt Nam khóa X, thuộc đoàn đại biểu Quảng Ninh.

## Thân thế và sự nghiệp
Ông sinh ngày 28 tháng 8 năm 1946 tại  Xã Tây Giang, huyện Tiền Hải, Thái Bình
Ông từng giữ chức Chỉ huy trưởng Bộ CHQS tỉnh Quảng Ninh.
Năm 2007, ông nghỉ hưu